# Sage X3
Pour les articles homonymes, voir Sage (homonymie) et X3.
Sage X3 (anciennement Sage ERP X3) est un progiciel de gestion intégré (ou ERP) destiné aux PME-PMI et filiales de grands groupes, édité par la société britannique éditrice de logiciels Sage. Il est la suite de l'ERP Adonix X3 de la société Adonix, rachetée en octobre 2005 par Sage. Adonix X3 est lui-même le fruit de la fusion des ERP Prodstar 2 de Prodstar (rachetée par Adonix) et d'Adonix Entreprise V2.
La première version d'Adonix fut créée par la société Spemi en 1979 à l'initiative de Bertrand Yvinec, Luc Verna et Freddy Salama.

## Historique
Son éditeur d'origine, la société Prodstar SA créée en 1981, a été racheté par la SSII CGI elle-même rachetée par IBM, laquelle a cédé la partie Prodstar à  Adonix (créée en 1979) et rachetée par Sage en octobre 2005),.

## Versions
Depuis les années 2010, cet ERP se présente en deux grandes versions, la version Standard et la version Premium :
- L'édition Standard est plus particulièrement destinée aux petites structures (50 à 500 personnes), qui souhaitent une mise en place rapide et des moyens de mise en œuvre réduits et maîtrisés.
- L'édition Premium est destinée aux entreprises à partir de 500 salariés, organisées en multi-sociétés, multi-sites, souhaitant intégrer à leur système d’information les filiales étrangères, avec une forte personnalisation des processus métiers dans les secteurs négoce, services, industriels.

## Architecture
L'architecture est basée sur une plate-forme technologique appelée Safe X3. Chaque fonction peut être exploitée indifféremment en mode client-serveur ou web[réf. souhaitée].